# Karoline de Souza
Karoline Helena de Souza, född 24 april 1990, är en brasiliansk handbollsspelare som blev världsmästare vid VM 2013.

## Klubblagskarriär
Karoline de Souza spelade inledningsvis för AD Estrela de Guarulhos och UCS Caxias do Sul. I januari 2011 skrev hon på för den ungerska klubben Siófok KC. Sommaren 2012 gick hon med i den österrikiska klubben Hypo Niederösterreich. Med Hypo vann hon mästerskapet, ÖHB-cupen och Europeiska cupvinnarcupen 2013. 2013 flyttade brasilianaren till den danska klubben TTH Holstebro, där hon främst används som högernia.  Från säsongen 2014/2015 spelade hon för Nykøbing Falster HK. I november 2014 skadade hon knäet på ett brasilianskt landslagsläger. Kontraktet med NFH gick ut och förlängdes inte. Från sommaren 2016 hade hon kontrakt med den ungerska klubben Ipress Center-Vác under två säsonger. Men redan i augusti 2016 råkade hon ut för en svår knäskada och kom inte i spel förrän i september 2017. Sommaren 2019 flyttade hon till Mosonmagyaróvári KC.  I september 2020 tecknade Karoline de Souza ett kontrakt med den rumänska klubben CS Minaur Baia Mare. Sommaren 2022 flyttade hon till HC Dunărea Brăila.

## Landslagskarriär
Karoline de Souza spelar i det brasilianska landslaget sedan 2011. Med det brasilianska landslaget deltog hon i VM 2013 och vann VM-titeln.  Hon har också vunnit mästerskap i Amerika med Brasilien. 2011 och 2015 vann hon Panamerikanska mästerskapet. 2022 hade hon spelat 71 landskamper och gjort 53 mål i Brasiliens landslag.